# Eupithecia matura
Eupithecia matura är en fjärilsart som beskrevs av András Vojnits 1981. Eupithecia matura ingår i släktet Eupithecia och familjen mätare. Inga underarter finns listade i Catalogue of Life.